# 新津田沼駅
新津田沼駅（しんつだぬまえき）は、千葉県習志野市津田沼一丁目にある、京成電鉄松戸線の駅である。駅番号はKS66。

## 歴史
当駅は開業後、現在の位置に落ち着くまでに3度移転している。

### 年表
- 1947年（昭和22年）12月27日：新京成電鉄新京成線の起点として開業。現在の駅よりややJR津田沼駅寄りの位置にあった。
- 1953年（昭和28年）11月11日：京成津田沼駅への乗り入れを行うために前原 - 京成津田沼間をショートカットするように新線を敷設し、その上に新津田沼駅を移転。
- 1961年（昭和36年）8月23日：前原駅から路線を分岐し（当初の路線の復活）、初代の位置に3代目となる新津田沼駅を開業させた。2代目の新津田沼駅は藤崎台駅に改称した。沿線への日本住宅公団による大規模団地誘致に際し、津田沼駅からの乗り換えが不便であることから改善の強い要望を受けたためとされる。またこれにより、新津田沼駅と京成津田沼駅の間を移動する際は前原駅での乗り換えを必要とした。
- 1968年（昭和43年）5月14日：行先が「新津田沼行」と「京成津田沼行」の2つあるのはわかりにくいとの利用者の声から、藤崎台駅を通る路線を廃止して、新津田沼駅をやや京成津田沼駅よりに移動させ（4代目）、新津田沼（4代目） - 京成津田沼間を開業させた。初代・3代目の位置と比べて約300メートル京成津田沼駅寄りに移動した。その結果、初代・3代目の新津田沼駅と比べ、総武本線の津田沼駅と若干距離が生じるようになった。移転当初は2番線（松戸方面）ホーム側に駅舎があり、1番線（京成津田沼方面）ホームとの間は地下道で連絡していた。
- 1977年（昭和52年）：総武本線津田沼駅北口再開発事業の進展により駅ビルが建設され、橋上駅舎化される。同時に地下道を廃止。駅ビルの主要テナントとしてイトーヨーカドー津田沼店が入居。
- 2003年（平成15年）9月：イオン津田沼ショッピングセンター（現在のイオンモール津田沼）のオープンに伴い、北口を開設。
- 2014年（平成26年）2月：駅番号「SL23」を設定[1]。
- 2025年（令和7年）4月1日：新京成電鉄が京成電鉄への吸収合併に伴い、京成電鉄松戸線の駅となる。同時に駅番号をSL23からKS66に変更[2]。

新津田沼駅の位置の変遷
初代: 1947年12月27日 - 1953年10月31日
2代目: 1953年11月1日 - 1961年8月22日
3代目: 1961年8月23日 - 1968年5月13日
4代目: 1968年5月14日 - 現在

## 駅構造
相対式ホーム2面2線の地上駅で、橋上駅舎を持つ。イオンモール津田沼、津田沼12番街ビル（旧イトーヨーカドー津田沼店跡）とミーナ津田沼の建物と接続している。
2番線松戸寄りホーム端にはかつて我孫子弥生軒があった。
当駅から終点の京成津田沼駅との間は単線区間であり、朝ラッシュ時は一部列車が当駅で松戸方面へ折り返しとなる。折り返し列車は京成津田沼方にある引き上げ線を使用する。また、夜間には当駅止まりの列車が留置され、翌朝の当駅始発に備える。
新津田沼駅管区として、習志野駅 - 京成津田沼駅間の各駅を管理下に置いている。

### のりば
| 番線 | 路線   | 方向 | 行先           |
| ---- | ------ | ---- | -------------- |
| 1    | 松戸線 | 下り | 京成津田沼方面 |
| 2    | 松戸線 | 上り | 八柱・松戸方面 |

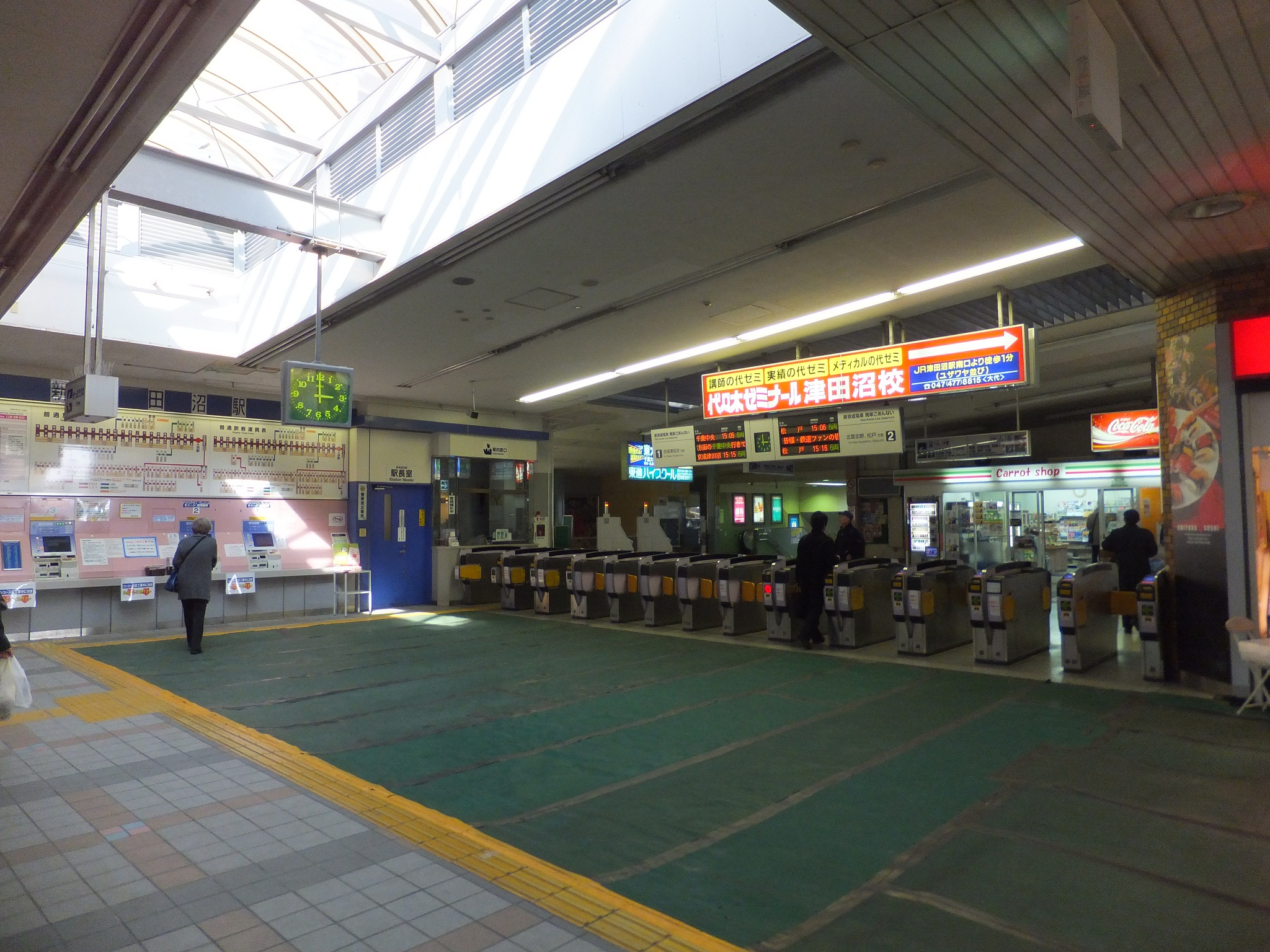
改札口（2012年3月）
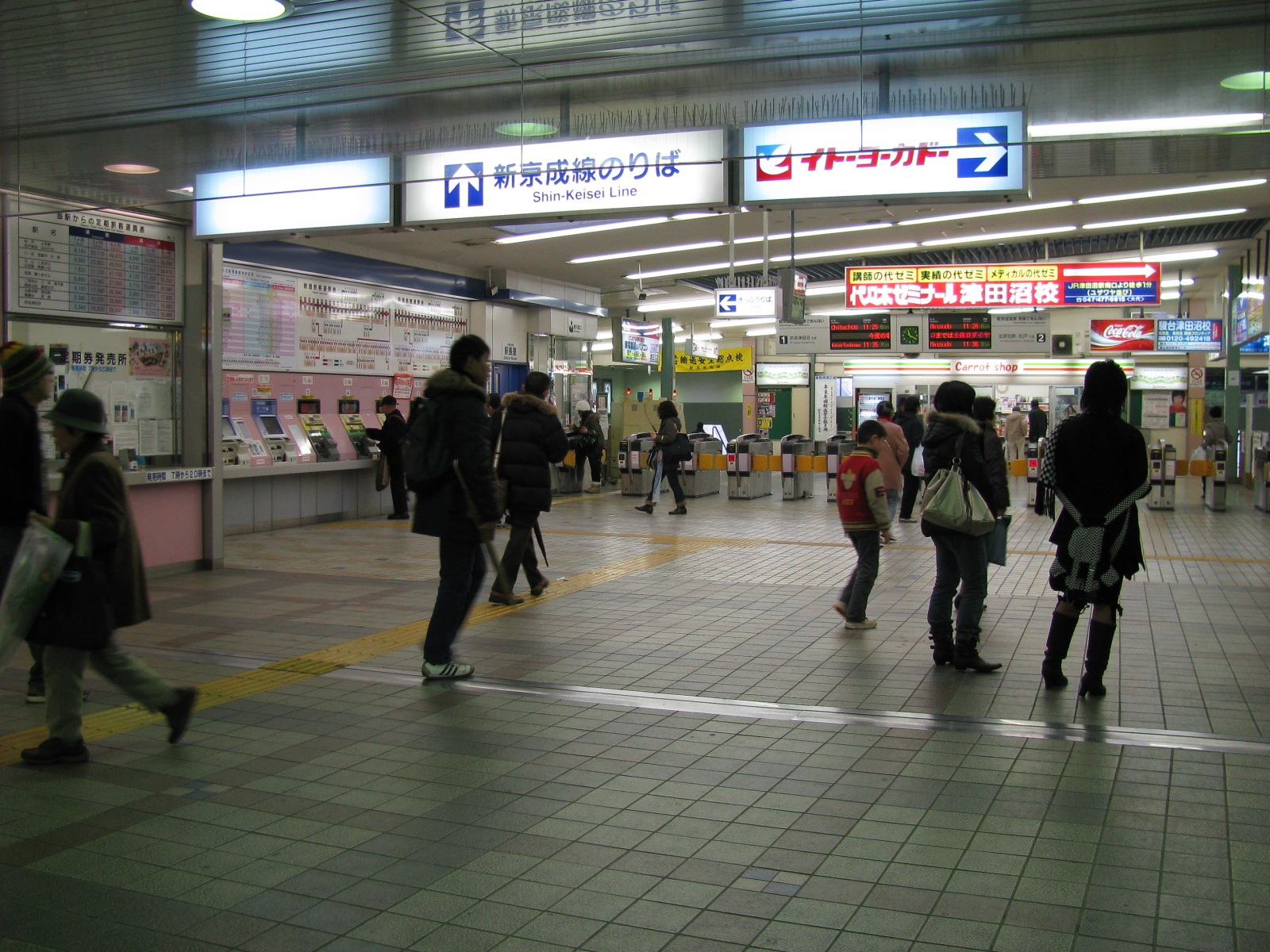
コンコース（2007年12月）
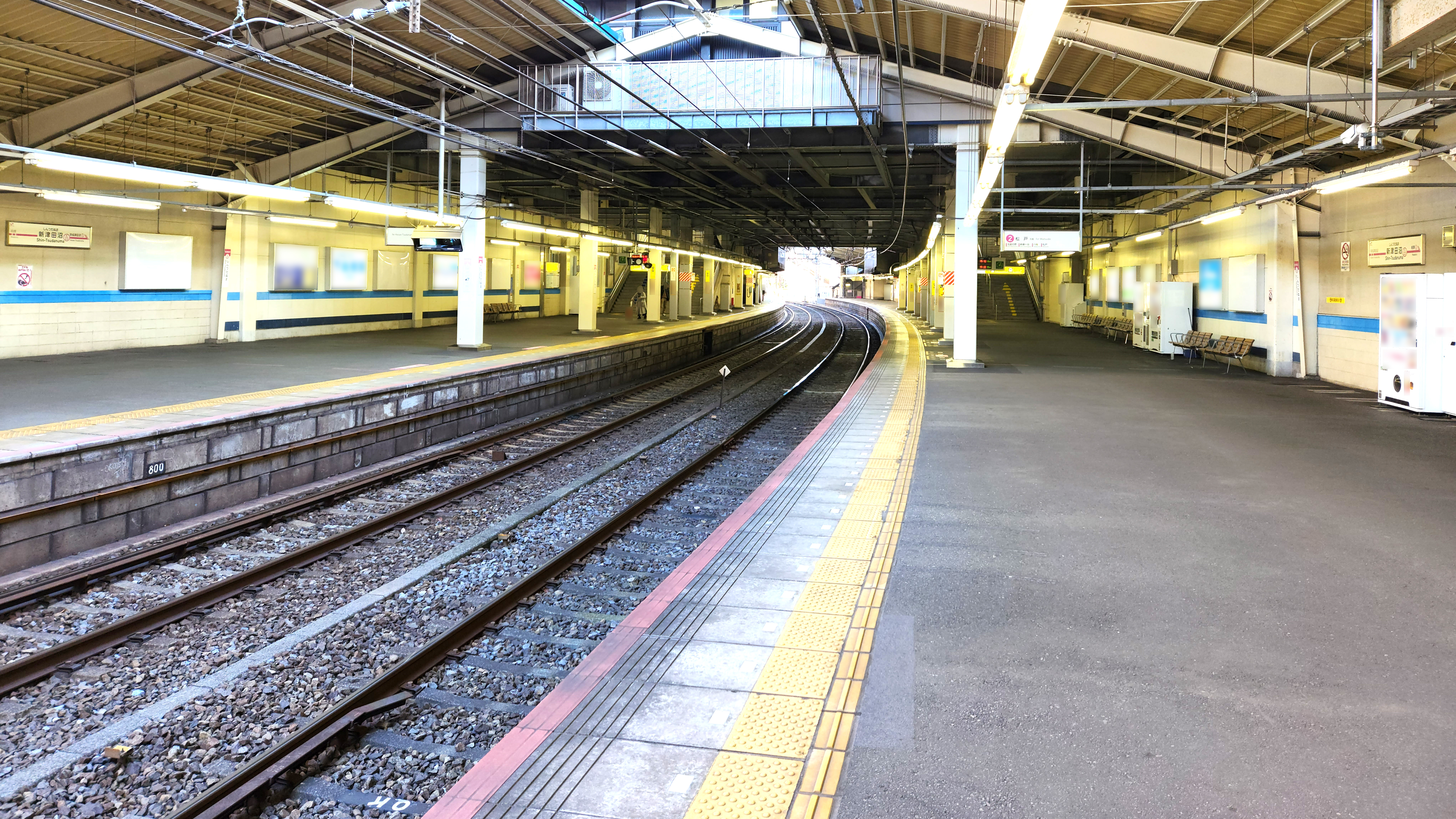
駅ホーム（2023年1月）
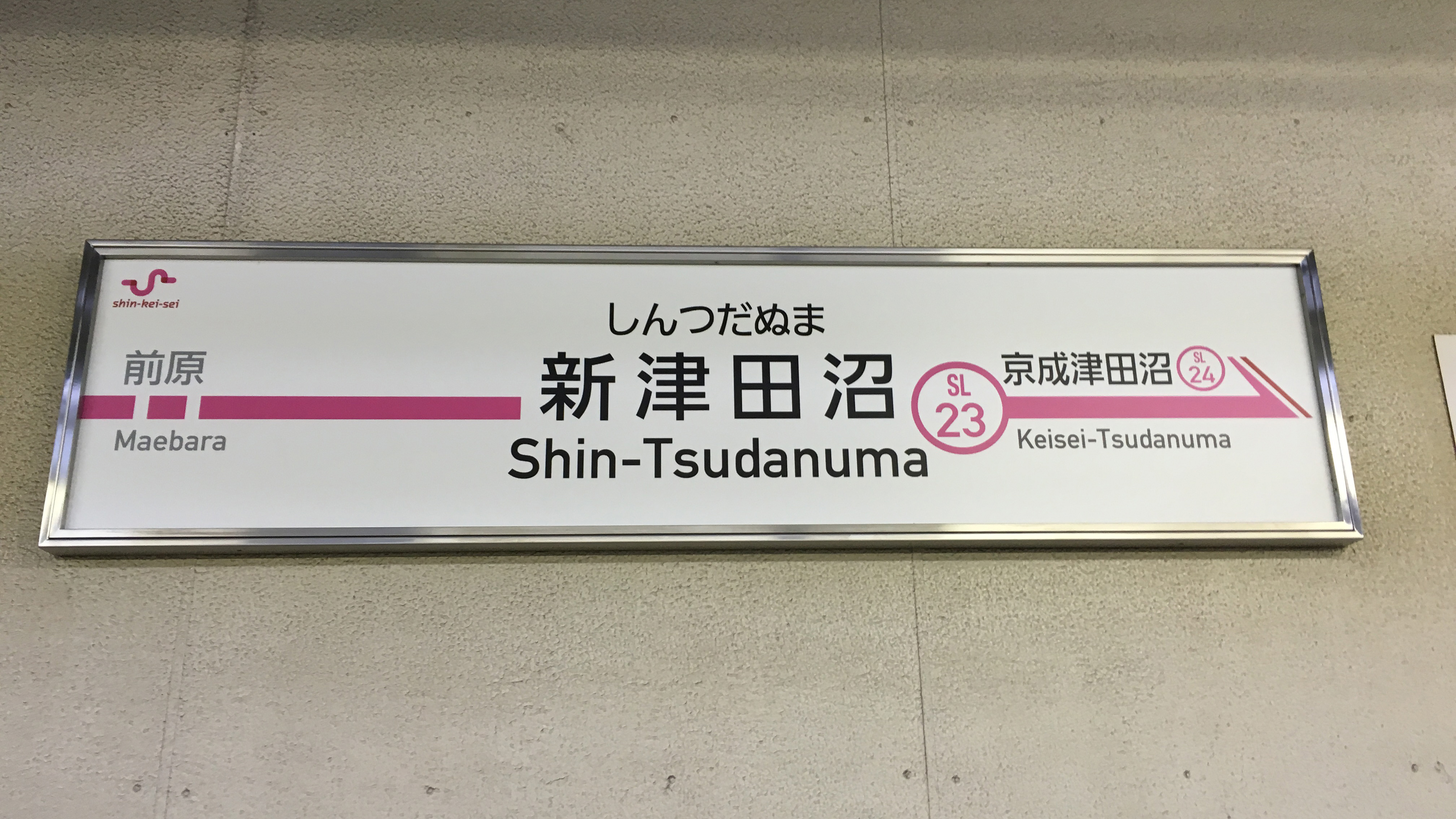
駅名標（2015年12月）
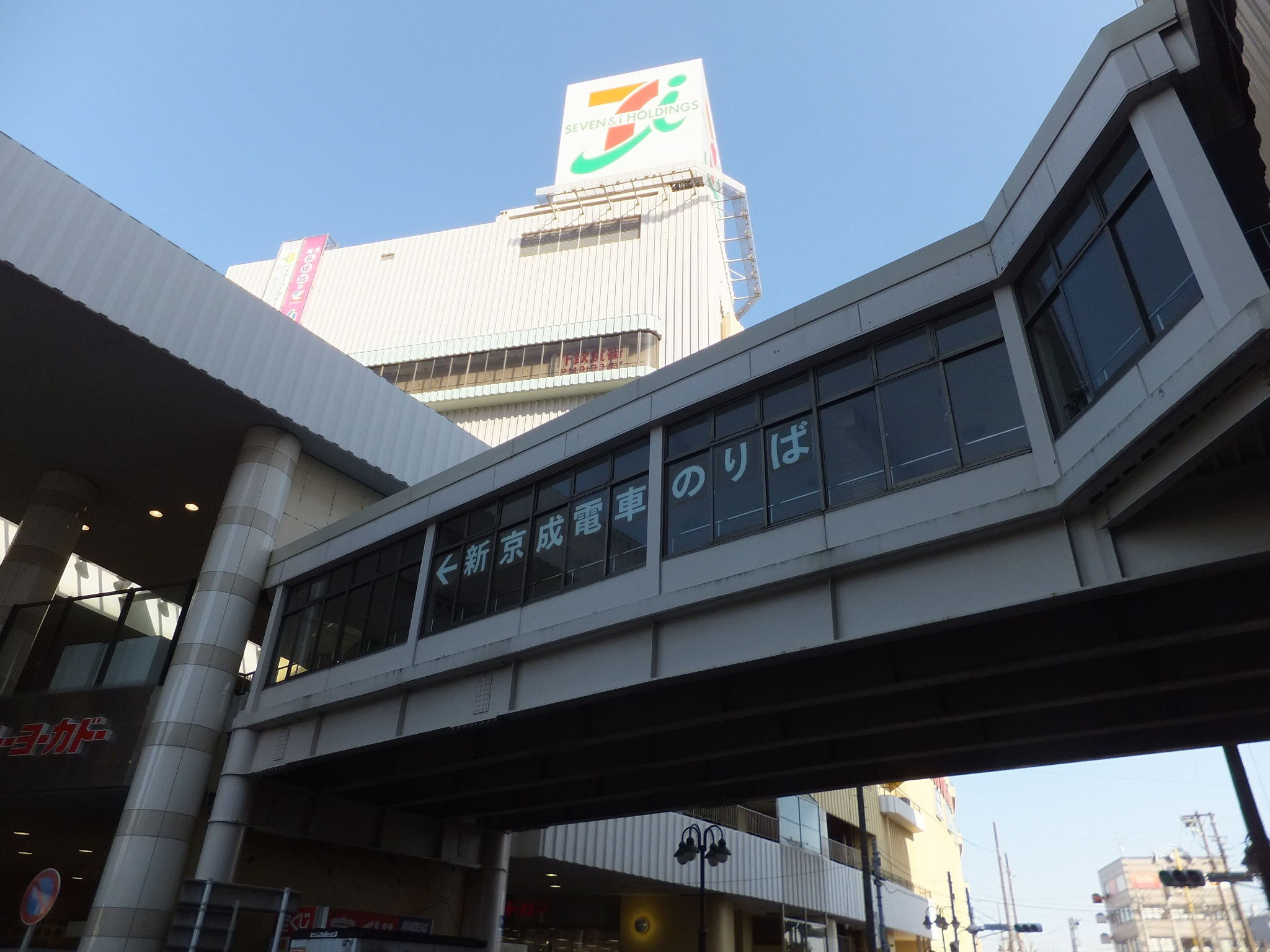
ミーナ津田沼との連絡通路（2012年3月）
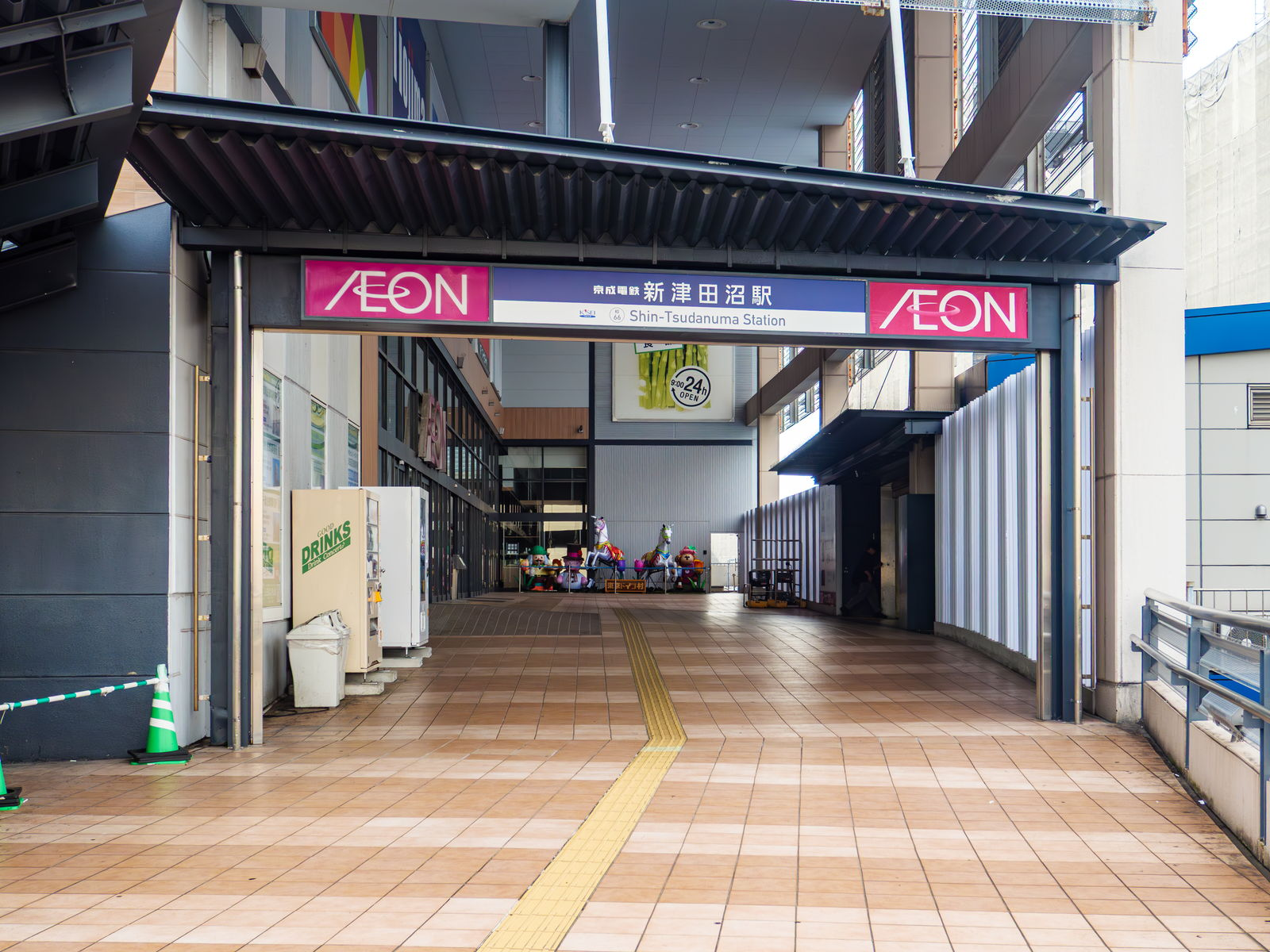
イオンモール津田沼との連絡通路（2025年5月）

## 利用状況
2024年度の1日平均乗降人員は60,382人である。
近年の1日平均乗降・乗車人員推移は下表の通りである。
| 年度               | 1日平均 乗降人員 | 1日平均 乗車人員 |
| ------------------ | ---------------- | ---------------- |
| 2001年（平成13年） |                  | 36,300           |
| 2002年（平成14年） |                  | 35,255           |
| 2003年（平成15年） |                  | 36,083           |
| 2004年（平成16年） |                  | 36,294           |
| 2005年（平成17年） |                  | 35,432           |
| 2006年（平成18年） | 69,906           | 34,741           |
| 2007年（平成19年） | 71,385           | 35,521           |
| 2008年（平成20年） | 72,175           | 35,881           |
| 2009年（平成21年） | 71,257           | 35,412           |
| 2010年（平成22年） | 71,042           | 35,333           |
| 2011年（平成23年） | 70,430           | 35,049           |
| 2012年（平成24年） | 71,298           | 35,447           |
| 2013年（平成25年） | 72,698           | 36,161           |
| 2014年（平成26年） | 70,700           | 35,223           |
| 2015年（平成27年） | 70,501           | 35,106           |
| 2016年（平成28年） | 69,584           | 34,656           |
| 2017年（平成29年） | 69,575           | 34,649           |
| 2018年（平成30年） | 69,491           | 34,654           |
| 2019年（令和元年） | 68,731           | 34,221           |
| 2020年（令和02年） | 52,683           |                  |
| 2021年（令和03年） | 54,218           |                  |
| 2022年（令和04年） | 58,339           |                  |
| 2023年（令和05年） | 59,471           |                  |
| 2024年（令和06年） | 60,382           |                  |

## 駅周辺
当駅は習志野市の中心市街地である津田沼に位置し、周辺は商業施設が林立する繁華街となっている。南口の旧イトーヨーカドー、共同駐車場・ミーナ津田沼・コナミスポーツクラブを含む一帯は新京成電鉄の所有地である（建物名称は津田沼12番街ビル、津田沼14番街ビル、津田沼19番街ビル、昭和第三ビル）。
南口は津田沼12番街ビル（旧イトーヨーカドー津田沼店）、津田沼14番街ビル（ミーナ津田沼）などが接続しているほかJR津田沼駅が近く、北口はイオンモール津田沼が接している。

## バス路線
| のりば     | 系統       | 行先                 | 運行事業者              | 営業所   |
| ---------- | ---------- | -------------------- | ----------------------- | -------- |
| 新津田沼駅 | 津17・津18 | 津田沼グリーンハイツ | ■京成バス千葉セントラル | 習志野西 |
| 新津田沼駅 | 津17・津18 | 津田沼駅             | ■京成バス千葉セントラル | 習志野西 |
| 新津田沼駅 | 津32       | 習志野企業局         | ■京成バス               | 習志野   |
| 新津田沼駅 | 津32       | 津田沼駅             | ■京成バス               | 習志野   |
| 新津田沼駅 | 田喜野井線 | 【循環】三山一丁目   | ■京成バス               | 習志野   |
| 新津田沼駅 | 田喜野井線 | 津田沼駅             | ■京成バス               | 習志野   |

他に習志野市ハッピーバスの「新津田沼駅北口」停留所、「津田沼一丁目」停留所が近隣に設置されている。

## 隣の駅
京成電鉄
 松戸線
前原駅 (KS67) - 新津田沼駅 (KS66) - 京成津田沼駅 (KS26)

### 本文
1. ↑  “新京成線に駅ナンバリングを導入します（2/23～）”. 新京成電鉄 (2014年2月3日). 2014年2月15日時点のオリジナルよりアーカイブ。2022年3月27日閲覧。
2. ↑  『京成電鉄と新京成電鉄の鉄道事業の合併が認可されました』（PDF）（プレスリリース）京成電鉄・新京成電鉄、2024年6月25日。オリジナルの2024年6月25日時点におけるアーカイブ。2024年6月25日閲覧。
3. ↑  千葉県統計年鑑
4. ↑  “新津田沼駅　構内図・駅テナント - 新京成電鉄株式会社”. www.shinkeisei.co.jp. 2019年12月16日閲覧。

### 利用状況
千葉県統計年鑑
1日平均利用客数
1. 1 2 3  『駅別乗降人員（2024年度1日平均） (PDF)』（レポート）、京成電鉄。2025年6月27日閲覧。
2. 1 2  “新京成電鉄会社要覧 2021” (pdf).   新京成電鉄. p. 59 (2021年9月). 2024年7月5日閲覧。
3. 1 2  “新京成電鉄会社要覧 2023” (pdf).   新京成電鉄. p. 27 (2023年10月). 2024年7月5日閲覧。
4. ↑  “駅別乗降人員(2023年度・１日平均）” (pdf).   新京成電鉄. 2024年7月5日閲覧。